# ORWO
ORWO (съкращение от немските думи Original Wolfen) е търговската марка на продуктите на фирмата „Filmfabrik Wolfen“ от град Волфен, близо до Битерфелд в ГДР, която марка по-късно става синоним за самата фабрика. Марката ORWO е регистрирана през 1964 г.

## История
Историята на ORWO започва през 1895 г., когато фирмата AGFA построява в град Волфен фабрика за производство на анилинови бои. През 1910 г. компанията разширява производството, като строи в съседство завод за производство на кино- и фотоленти.
След обединението на Германия ORWO се разпада на няколко компании, но обявява банкрут през 1995 г. Марката е продадена на други компании.

## Продукция
ORWO е произвеждала:
- цветни и черно-бели фотоленти:
  - цветни негативни ORWO COLOR;
  - цветни обращаеми ORWO CHROM;
- киноленти;
- магнитни ленти;
- фотохартии.

- Черно-бяла фотолента ORWO NP220
- Фотохартия
- Диапозитив
- Аудиокасета
- Черно-бяла фотолента ORWO PAN 400
- ORWO UN 54 (ORWO FilmoTec GmbH, 2016)

### Компании, използващи марката ORWO в днешни дни
ORWO FilmoTec GmbH (производство на фото- и киноленти):
- ORWO UN 54 (черно-бяла негативна лента);[1]
- ORWO N 74 plus (черно-бяла негативна лента);
- други ленти.[2]

ORWO Net AG: цифрови фотоуслуги.